# أقمشة نانوية
الأقمشة النانوية هي منسوجات مصممة باستخدام جزيئات صغيرة تمنح المواد العادية خصائص مفيدة مثل الكراهية الفائقة للمياه (مقاومة شديدة للماء، اطلع أيضًا على مقالة «تأثير زهرة اللوتس»)، وإزالة الرائحة والرطوبة، وزيادة المرونة والقوة، ومقاومة البكتيريا. تبعًا للخاصية المطلوبة، تُصنع الأقمشة النانوية إما من ألياف بمقاييس نانومترية تسمى الألياف النانوية، أو تُشكل عن طريق تطبيق محلول يحتوي على جسيمات نانوية على نسيج عادي. تعد جهود الأبحاث في مجال الأقمشة النانوية متعددة التخصصات، وتشمل الهندسة الحيوية، والكيمياء الجزيئية، والفيزياء، والهندسة الكهربائية، وعلوم الحاسب، وهندسة الأنظمة. تطبيقات الأقمشة النانوية قادرة على إحداث ثورة في تصنيع النسيج ومجالات الطب مثل توصيل الدواء وهندسة الأنسجة. 

## مقدمة
يُعرف الليف الذي يقل عرضه عن 1000 نانومتر (1000 نم أو 1 مكم) بصورة عامة على أنه ليف نانوي. يُعرف الجسيم النانوي بأنه مجموعة صغيرة من الذرات أو الجزيئات التي يقل نصف قطرها عن 100 نانومتر (1000 نم). الجسيمات عند مستوى المقياس النانومتري لها نسبة مساحة سطح إلى الحجم عالية جدًا، في حين أن هذه النسبة أقل بكثير بالنسبة للأجسام ذات المقاييس العيانية. تعني المساحة السطحية النسبية العالية وجود نسبة كبيرة من كتلة الجسيم على سطحه، لذلك تظهر الألياف النانوية والجسيمات النانوية مستوى أكبر من التفاعل مع المواد الأخرى. نسبة مساحة السطح إلى الحجم العالية الملحوظة في الجسيمات الصغيرة جدًا هي التي تجعل من الممكن خلق العديد من الخصائص الخاصة التي تظهرها الأقمشة النانوية.
أصبح استخدام الجسيمات النانوية والألياف النانوية لإنتاج أقمشة نانوية متخصصة موضع اهتمام بعد تطوير تقنيات الصل-جل والغزل الكهربائي تطويرًا تامًا في الثمانينيات من القرن العشرين. منذ عام 2000، أدت الزيادات الكبيرة في التمويل العالمي إلى تسريع جهود البحث في مجال تكنولوجيا النانو، بما في ذلك أبحاث الأقمشة النانوية. 

### الصل-جل
تُستخدم عملية الصل-جل لإنشاء محاليل شبيهة بالهلام والتي يمكن تطبيقها على المنسوجات كطلية سائلة لإنشاء أقمشة نانوية ذات خصائص جديدة. تبدأ العملية بحل الجسيمات النانوية في مذيب سائل (غالبًا كحول). بمجرد حلها، تحدث العديد من التفاعلات الكيميائية التي تتسبب في نمو الجسيمات النانوية وإنشاءها لشبكة في جميع أنحاء السائل. تحول الشبكة المحلول إلى مادة غروانية (تعليق الجسيمات الصلبة في سائل) بنسيج هلامي. أخيرًا، يجب أن تمر المادة الغروانية بعملية تجفيف لإزالة المذيب الزائد من الخليط قبل استخدامه في معالجة الأقمشة. تُستخدم عملية صل-جل بطريقة مماثلة لصنع ألياف نانوية بوليمرية، وهي سلاسل طويلة ورفيعة جدًا من البروتينات مرتبطة ببعضها البعض.

### الغزل الكهربائي
يستخرج الغزل الكهربائي الألياف النانوية من محاليل البوليمر (تُصنع بواسطة عملية صل-جل) ويجمعها لتشكيل أقمشة نانوية غير منسوجة. يُطبق حقل كهربائي قوي على المحلول لشحن خيوط البوليمر. يوضع المحلول في محقنة ويوجه نحو صفيحة تجميع بشحنة عكسية. عندما تتجاوز قوة الجذب بين الألياف النانوية البوليمرية وصفيحة التجميع التوتر السطحي للمحلول، تُحرر الألياف النانوية من المحلول وتودع في صفيحة التجميع. تشكل الألياف المودعة قماشًا نانويًا مساميًا يمكن أن يساعد في توصيل الأدوية وهندسة الأنسجة تبعًا لنوع البوليمر المستخدم. 

## بعض أنواع شبه الأقمشة النانوية الفعلية
- الملابس المستخدمة في تورينو خلال أوليمبيات شتاء 2006 والتي تتصلب وتتيبس على الأثر.
- ملابس فيليب لوماليف الجديدة والتي تدمج المصمابيح الصغيرة في الأقمشة.
- صناعة ألبسة نانوية مقاومة للجراثيم.[20]

## وصلات خارجية
- موقع لوماليف الإلكتروني
- سي إن إن :أقمشة النانوية القوية المقاومة للجراثيم.
- معمل أنسجة تقنية الصغائر في جامعة كورنيل.